# Соркін Наум Семенович
Наум Семенович Соркін (30 січня [11 лютого] 1899 — 16 січня 1980) — радянський дипломат, генерал-майор. Учасник радянсько-японської війни 1945 року.

## Біографія
Народився в Олександрівську Катеринославської губернії (зараз — Луганської області). Єврей. Член ВКП(б).
З 1919 року — в РСЧА. 1920 року закінчив Харківські командні артилерійські курси, 1923 року — Артилерійську школу. Учасник громадянської війни на Південному фронті. Учасник радянсько-польської війни .
У 1923—1926 рр. — Інструктор Монгольської народної армії з артилерії.
У 1926—1932 рр. — Консул СРСР в Алтан-Булаку (Монголія), завідувач Консульського відділу, потім 1-й секретар Повноважного представництва СРСР у Монголії.
У 1933 році закінчив курси військово-дипломатичних працівників.
У 1933—1934 pp. — у розпорядженні народного комісара з військових та морських справ — голови Революційної військової ради СРСР.
У 1935—1936 pp. — працював у Народному комісаріаті закордонних справ.
У 1936—1937 pp. — заступник начальника 9-го відділу 4-го (розвідувального) управління Генерального Штабу РСЧА.
У 1937—1939 pp. — тимчасово виконуючий посаду начальника 9-го відділу Розвідуправління Генерального Штабу РСЧА.
У 1939—1941 рр. — виконувач посади начальника Відділу спеціальних завдань Розвідуправління Генерального Штабу РСЧА.
У 1941—1945 р.р. — начальник Розвідувального відділу Штабу Далекосхідного фронту, 1-го Далекосхідного фронту. Представляв Комінтерн, курирував зв'язки з китайськими та корейськими партизанами в Маньчжурії, включаючи загін Кім Ір Сена.
У листопаді 1944 року присвоєно звання генерал-майора РСЧА.
У 1945—1947 роках. — начальник Розвідувального відділу Штабу Далекосхідного військового округу.
У 1947—1950 pp. — начальник Військового відділу Військово-дипломатичної академії.
У 1952—1958 роках. — заступник начальника кафедри Військово-повітряної інженерної академії.
Помер 16 січня 1980 року в Ленінграді.

## Нагороди
- Орден Леніна[2]
- Орден Червоного Прапора (нагороджений наказом ЗС 2-го Далекосхідного фронту 1945 року)[3]
- Орден Червоної Зірки (Указ Президії ЗС СРСР від: 04.06.1944 року — за хорошу організацію роботи підлеглих та досягнуті високі результати)[4]
- Орден Червоної Зірки
- медаль «XX років Робітничо-Селянської Червоної Армії»[5] (1938)
- Монгольський орден «Червоного Прапора»